# Пловдивци
Пловдивци (старо име: Бююк дере) е село в Южна България. То се намира в община Рудозем, област Смолян.

## География
Село Пловдивци се намира в планински район.

## История
В османски поименен регистър от 1841 година се посочва, че от Пловдивци (Бююк дере) са постъпили в армията 5 войници, което е косвено доказателство, че по това време в селото са живели помаци и ахряни.